# 1900-е

## Догађаји и трендови
- Други бурски рат
- Мајски преврат у Србији.
- Браћа Рајт направила први успешан авион.
- Руско-јапански рат
- Руска револуција 1905.
- Aнексиона криза
- Роберт Пири освојио Северни пол.